# ویکتور ترشین
ویکتور ترشین (انگلیسی: Viktor Torshin; ۲۸ مارس ۱۹۴۸ – ۲۰ نوامبر ۱۹۹۳) ورزشکار ورزش تیراندازی اهل اتحاد جماهیر شوروی سوسیالیستی بود.
وی در مسابقات کشوری و بین‌المللی در مجموع برندهٔ ۱ مدال برنز شده‌است.